# GUCA2A
GUCA2A (англ. Guanylate cyclase activator 2A) – білок, який кодується однойменним геном, розташованим у людей на 1-й хромосомі. Довжина поліпептидного ланцюга білка становить 115 амінокислот, а молекулярна маса — 12 388.
| 10         |  | 20         |  | 30         |  | 40         |  | 50         |
| ---------- |  | ---------- |  | ---------- |  | ---------- |  | ---------- |
| MNAFLLSALC |  | LLGAWAALAG |  | GVTVQDGNFS |  | FSLESVKKLK |  | DLQEPQEPRV |
| GKLRNFAPIP |  | GEPVVPILCS |  | NPNFPEELKP |  | LCKEPNAQEI |  | LQRLEEIAED |
| PGTCEICAYA |  | ACTGC      |  |            |  |            |  |            |

A: Аланін

C: Цистеїн

D: Аспарагінова кислота

E: Глутамінова кислота

F: Фенілаланін

G: Гліцин

I: Ізолейцин

K: Лізин

L: Лейцин

M: Метіонін

N: Аспарагін

P: Пролін

Q: Глутамін

R: Аргінін

S: Серин

T: Треонін

V: Валін

W: Триптофан

Секретований назовні.